# Coronel Sapucaia
Coronel Sapucaia is een gemeente in de Braziliaanse deelstaat Mato Grosso do Sul. De gemeente telt 14.569 inwoners (schatting 2009).

## Aangrenzende gemeenten
De gemeente grenst aan Amambai, Aral Moreira, Paranhos en Tacuru.

### Landsgrens
En met als landsgrens aan de gemeente Capitán Bado in het departement Amambay met het buurland Paraguay.